# Municipio de Waterman
El municipio de Waterman (en inglés: Waterman Township) es un municipio ubicado en el condado de O'Brien en el estado estadounidense de Iowa. En el año 2010 tenía una población de 753 habitantes y una densidad poblacional de 8,26 personas por km².

## Geografía
El municipio de Waterman se encuentra ubicado en las coordenadas 42°56′45″N 95°26′22″O / 42.94583, -95.43944. Según la Oficina del Censo de los Estados Unidos, el municipio tiene una superficie total de 91.21 km², de la cual 91,04 km² corresponden a tierra firme y (0,18 %) 0,17 km² es agua.

## Demografía
Según el censo de 2010, había 753 personas residiendo en el municipio de Waterman. La densidad de población era de 8,26 hab./km². De los 753 habitantes, el municipio de Waterman estaba compuesto por el 98,8 % blancos, el 0,27 % eran afroamericanos, el 0,4 % eran amerindios, el 0,13 % eran asiáticos y el 0,4 % eran de una mezcla de razas. Del total de la población el 0,53 % eran hispanos o latinos de cualquier raza.